# Сасси, Джузеппе Антонио
Джузеппе Антонио Сасси (1675—1751) — итальянский учёный, историк и филолог.

## Биография
Джузеппе Антонио Сасси родился в Милане, образование получил в иезуитской коллегии, затем стал облатом и доктором колледжа Амбрози, а впоследствии ректором этого учебного заведения. Как историк специализировался на изучении истории Милана. В 1711 году стал преемником Муратори на должности главы Амброзианской библиотеки и занимал этот пост до конца жизни. Был известен перепиской со многими известными учёными своего времени, в том числе с членами общества болландистов, Джусто Фантонини, Муратори, Антонио Валлиснери.
Будучи другом и коллегой Муратори, Сасси внёс важный вклад в работу над «Rerum italicarum scriptores». Главные труды его авторства «De studiis litterariis Mediolanensium antiquis et novis» (1729), «Historia Mediolanensis» (1745), «De adventu Sancti Barnabae» (1748), «Archiepiscoporum Series Mediolanensium» (1755). Им также было издано высоко оценённое современниками сочинение «Homilice» Карло Борромео (1748, 5 частей). Его брат Франческо-Джироламо Сасси (1673—1731) — автор богословских сочинений: «Christi laudes» (1712), «Mariae laudes» (1719—1724).